# Панас Олійниченко
Панас Олійниченко (англ. Panas Olijnyczenko, 4 липня 1888, Сквира, Київська губернія, Російська Імперія — 30 квітня 1961, Лондон, Сполучене Королівство) — український науковець-дослідник та транспортний інженер, політичний діяч. Під час німецької окупації Дніпропетровська очолював обласну управу, створену членами Південної Похідної групи ОУН(б) з дозволу німецьких військ.

## Біографія
Народився у місті Сквира на Київщині. Закінчив гімназію в Житомирі та інженерно-електричний факультет КПІ. Під час Першої світової війни служив у лавах Російської імператорської армії, був старшиною. У 1918—1920 роках очолював одну із залізниць Південно-Західного регіону УНР. У 1929 році був заарештований на 15 діб через підозру в участі в «Спілці визволення України». Згодом переїхав до Краматорська, де працював інженером-дослідником на машинобудівному заводі. У 1933 році почав працювати в Дніпропетровському інституті інженерів транспорту завідуючим кафедрами «Електромеханіка» та «Електропотяги», а з 1935 виконував обов'язки декана електромеханічного факультету.

### Голова обласної управи
У серпні 1941 року з Галичини до Дніпропетровська вирушила Похідна група ОУН(б) на чолі із Зиновієм Матлою, яка мала на меті утворити українські незалежні органи самоврядування на окупованих німцями територіях, а також популяризувати ідеї української самостійності та націоналізму.
Наприкінці серпня з дозволу військового коменданта Дніпропетровська, полковника фон Альберті, була утворена Обласна управа, яку очолив Олійниченко, а його заступником став референт зв'язку Похідної групи ОУН(б) Василь Регей. На початку своєї діяльності обласна управа користувалася широкою автономією, в яку німецька армія не втручалася. Обласна управа використовувала власну печатку з українським тризубом та надписом «Українська держава — територіальна адміністрація Дніпропетровська». З ініціативи Олійниченка в місті був заснований Дніпропетровський український державний університет, який проіснував з вересня 1941 по грудень 1942 років.

### Подальша доля
Під час наступу радянських військ Олійниченко відступав разом із німецькими військами. У 1943 році опинився у Лінці, де спочатку працював на заводі, а згодом — технічним службовцем на залізниці. Після закінчення війни переїхав до Німеччини. Був провідним діячем Ліґи Українських Політичних В'язнів, заступником голови (1946—1948 рр.) та головою (1948—1951 рр.). Працював також у Науково-Дослідному Інституті Української Мартирології в Мюнхені та в Українській Санітарно-Харитативній Службі, був професором електротехніки інженерного факультету Українського Технічно-Господарського Інституту в Реґенсбурзі у 1945—1951 роках. 
На початку 1950-х переїхав до Великої Британії. До 1955 року - працівник Головної Управи Союзу Українців у Великій Британії (СУБ) у Лондоні, а відтак — Української Видавничої Спілки. Був головою Контрольної Комісії СУБ у 1956—1961 роках, членом Комісії Допомоги Українському Студентству у Великій Британії, та членом теренового проводу ОУН(б) у Великій Британії.
Похований на цвинтарі Ганнерсбері у Лондоні.
Під власним іменем виведений у повісті Василя Чапленка "Його таємниця" (Нью-Йорк, 1976). 